# Moskva (řeka)
Moskva (rusky Москва) je řeka, která protéká stejnojmennou ruskou metropolí, Moskevskou a částečně také Smolenskou oblastí v Rusku. Je dlouhá 502 km. Plocha povodí měří 17 600 km². Název řeky, podle něhož je pojmenováno také město, má neruský původ; spekuluje se o tom, zdali není finský (v tomto případě by šlo o temnou řeku), komiský (kraví řeka) nebo mordvinský (medvědí řeka).

## Průběh toku
Pramení ve Starkovské bažině na Moskevské vysočině, během své pouti překonává převýšení 155 m. Ústí zleva do Oky (povodí Volhy).

### Přítoky
- zleva – Ruza, Istra, Jauza
- zprava – Pachra, Severka

## Vodní režim
Zdrojem vody jsou sněhové srážky (61%), podzemní prameny (27%) a dešťové srážky (12%). Průměrný roční průtok vody činí přibližně 109 m³/s. Zamrzá na přelomu listopadu a prosince a rozmrzá opět v březnu až v dubnu, ale v důsledku přítoku teplé vody na území Moskvy je ledová pokrývka nestálá.

## Využití
Moskva je využívána jako zdroj vody pro svoji jmenovkyni hlavní město, ale tato voda není moc kvalitní. Moskevský průplav přivádí do řeky z Volžské přehrady ročně 1,8 km³ vody. Řeku spojuje s Volhou a tedy s Kaspickým a přes další kanály s Černým, Baltským a Bílým mořem. Řeka je regulována přehradami (Možajská, Ruzská, Ozernipská, Istrinská), hrázemi (u Petrovo-Dalněgo a Rybljova) a Vazuzskou vodní soustavou. Významnými městy, kterými protéká, jsou kromě metropole Moskvy také Zvenigorod, Voskresensk, Kolomna, Žukovskij, Bronnicy a Možajsk. Vodní doprava je možná v délce 210 km. V Moskvě byly vybudovány jezy Karamyševský a Perervinský a níže jsou další jezy se zdymadly (jez imeni Trudovoj komuny, Andrejevský jez, Sofyšský jez, Faustovský jez a Severský jez).